# Одуванчик (фототехника)

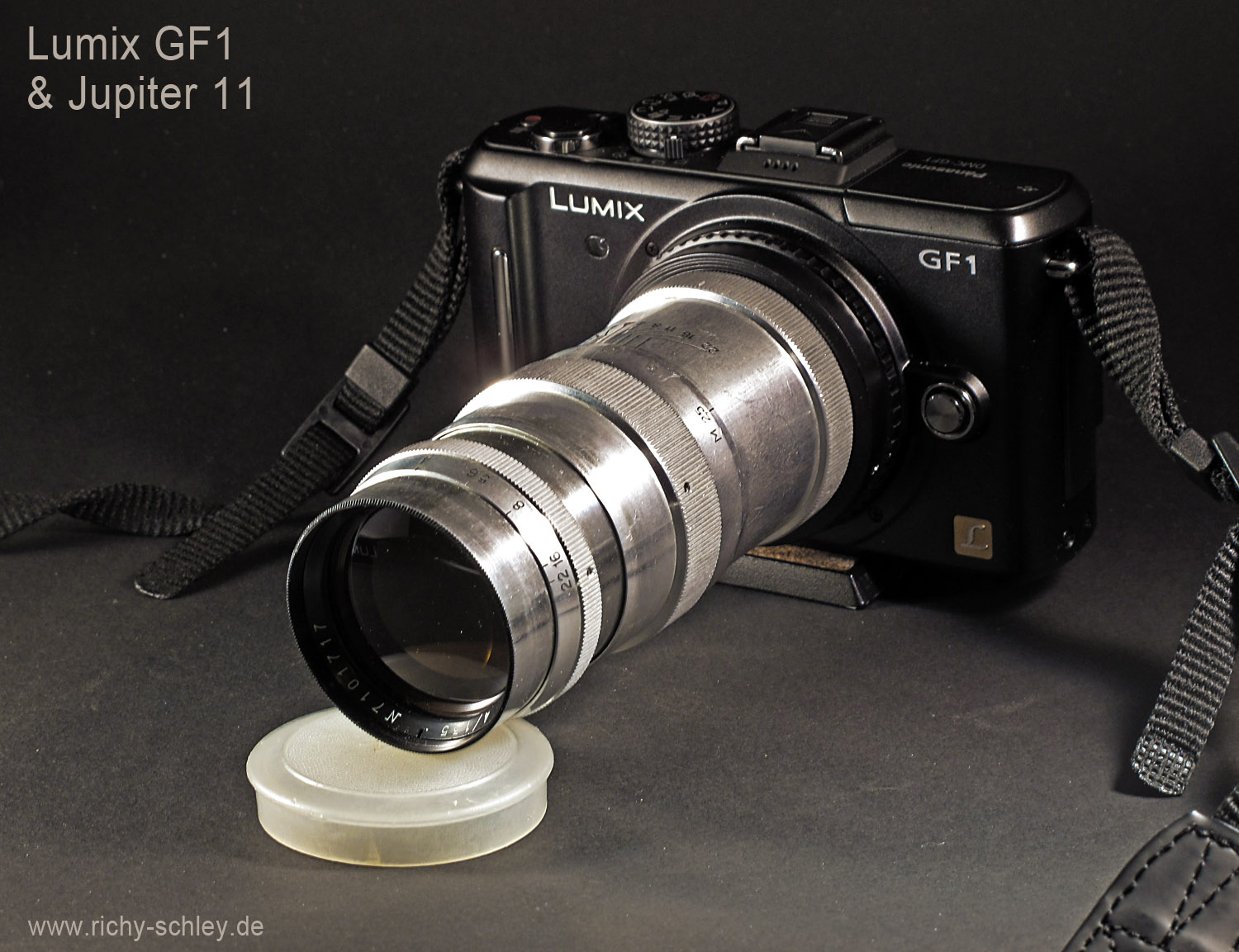
Объектив «Юпитер-11» на цифровом фотоаппарате «Lumix GF1» (с байонетом Микро 4:3). Согласование объектива с цифровой камерой возможно при установке в переходник электронного устройства.

Одува́нчик (одуванчик Виктора Лушникова) — электронное устройство, устанавливаемое на клей) к переходному кольцу для согласованной работы цифровых фотоаппаратов (однообъективных зеркальных или беззеркальных) со сменными объективами других производителей или со старой оптикой, не оснащённой встроенным микропроцессором. На пластине из диэлектрического материала находится микросхема и электрические контакты, прилегающие к ответным контактам на байонете фотоаппарата.
Цифровые фотоаппараты имеют электрическую связь со сменными объективами, взаимно обмениваются информацией о правильной фокусировке, о значении фокусного расстояния и относительного отверстия, срабатывает система стабилизации изображения. При установке «чужих» объективов камера зачастую отказывается работать.
«Одуванчики» разработаны для камер с байонетами Canon EF, Canon EF-S, Sony α, F, K, а также для байонетов Микро 4:3 и др. Позволяют использовать с этими фотоаппаратами объективы других производителей (в том числе и от плёночных фотоаппаратов) с потерей автофокусировки, но с сохранением реакции (звукового сигнала) камеры при достижении ручной фокусировки на «не родном» объективе. Также камера получает информацию о диафрагмировании объектива.